# آلان تیتلی
آلان تیتلی (انگلیسی: Alan Titley؛ زادهٔ ۲۸ ژوئن ۱۹۴۷) نویسنده، استاد، و روزنامه‌نگار اهل جمهوری ایرلند است. وی از سال ۱۹۶۶ میلادی تاکنون مشغول فعالیت بوده‌است.